# مومینا سالزا
مومینا سالزا (به بلغاری: Momina Salza) یک منطقهٔ مسکونی در بلغارستان است که در شهرستان مومچیلگراد واقع شده‌است.